# Back to the Blues
Back to the Blues è un album in studio di Gary Moore, pubblicato nel 2001.

## Tracce
1. Enough Of The Blues – 4:47
2. You Upset Me Baby – 3:13
3. Cold Black Night – 4:18
4. Stormy Monday – 6:53
5. I Ain't Got You – 2:53
6. Picture Of The Moon – 7:14
7. Looking Back – 2:19
8. The Prophet (Instrumental) – 6:19
9. How Many Lies – 6:09
10. Drowning In Tears – 9:20

## Formazione
- Gary Moore - chitarra, voce, tastiere, basso
- Vic Martin - tastiere
- Darrin Mooney - batteria
- Frank Mead - sassofono
- Nick Payn - sassofono
- Nick Pentelow - sassofono